# Mark Andrews (Regisseur)

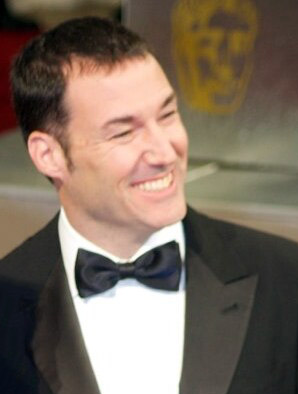
Mark Andrews, 2013

Mark Andrews (* 12. September 1968 in Los Angeles) ist ein US-amerikanischer Filmregisseur und Animator.

## Leben
Andrews studierte Animation an der CalArts. Er schuf anschließend mehrere Animationsfilme für das Fernsehen und war unter anderem an der Fernsehserie The Real Adventures of Jonny Quest und Filmen wie Der Gigant aus dem All beteiligt. Im Jahr 2000 kam er zu Pixar und arbeitete an Filmen wie Die Unglaublichen und Cars. Mit Andrew Jimenez führte er 2005 erstmals Regie. Für ihren Kurzanimationsfilm One Man Band erhielten beide 2006 eine Oscarnominierung in der Kategorie Bester animierter Kurzfilm. Für Aufsehen sorgte Pixars Entscheidung, Brenda Chapmans 2006 begonnenen Film Merida – Legende der Highlands aufgrund künstlerischer Differenzen im Jahr 2010 zur Fertigstellung an Andrews zu übergeben.  Es war das erste Mal, dass Andrews bei einem Langanimationsfilm Regie führte. Er führte am Film zum Teil gravierende Änderungen durch, so sollte Merida ursprünglich im verschneiten Schottland spielen. Andrews und Chapman gewannen 2013 für Merida einen Oscar in der Kategorie Bester animierter Spielfilm und erhielten im selben Jahr zusammen mit Steve Purcell den Golden Globe für den Besten Animationsfilm.
Andrews ist verheiratet und hat eine Tochter und drei Söhne.

## Filmografie
- 1996: The Real Adventures of Jonny Quest (TV-Serie)
- 1998: Das magische Schwert – Die Legende von Camelot (Quest for Camelot)
- 1999: Der Gigant aus dem All (The Iron Giant)
- 2001: Osmosis Jones
- 2002: Spider-Man
- 2003: Star Wars: Clone Wars (TV-Serie)
- 2004: Samurai Jack (TV-Serie)
- 2004: Die Unglaublichen (The Incredibles)
- 2005: Jack-Jack Superbaby (Jack-Jack Attack, Kurzfilm)
- 2005: Mr. Incredible und Freunde (The Adventures of Mr. Incredible)
- 2005: One Man Band
- 2006: Cars
- 2007: Ratatouille
- 2007: Violet
- 2009: Oben (Up)
- 2012: John Carter – Zwischen zwei Welten (John Carter of Mars)
- 2012: Merida – Legende der Highlands (Brave)

## Auszeichnungen
- 1999: Annie Award für Der Gigant aus dem All
- 2004: Emmy, Outstanding Animated Program, für Star Wars: Clone Wars
- 2005: Emmy-Nominierung, Outstanding Animated Program, für Samurai Jack
- 2006: Oscar-Nominierung, Bester animierter Kurzfilm, für One Man Band
- 2013: Golden Globe, Bester Animationsfilm, für Merida – Legende der Highlands
- 2013: Oscar, Bester animierter Spielfilm, für Merida – Legende der Highlands
- 2013: Nominierung Annie Award, für Merida – Legende der Highlands
- 2013: Nominierung Annie Award, Writing in an Animated Feature Production, für Merida – Legende der Highlands
- 2013: BAFTA-Nominierung, Bester Animationsfilm, für Merida – Legende der Highlands